# Llista de l'art rupestre de l'arc mediterrani a l'Aragó
Llista d'abrics i coves d'Aragó inclosos per la UNESCO en l'art rupestre de l'arc mediterrani de la península Ibèrica declarat Patrimoni de la Humanitat. Els estils rupestres dominants són l'art esquemàtic i l'art llevantí. Tots els jaciments estan declarats béns d'interès cultural i se n'indica el seu codi així com el número d'identificació com a Patrimoni de la Humanitat.

## Art rupestre a la província d'Osca
| Monument                                     | Tipus | Localització                        | Coordenades                                          | Codi?         | Imatge |
| -------------------------------------------- | --- | ----------------------------------- | ---------------------------------------------------- | ------------- | --- |
| Covacho de Labarta                           | PH 874-503 Llevantí, 8 figures: geomètrics, cèrvid, quadrúpedes i restes                                          | Adahuesca                           | 42° 13′ 24″ N, 0° 00′ 26″ O / 42.223240°N,0.007193°O | RI-51-0009357 | Carregueu una nova foto d'aquest monument                                                                              |
| Sivil                                        | PH 874-504 Esquemàtic: digitacions                                                                                | Adahuesca                           | 42° 14′ 31″ N, 0° 01′ 00″ O / 42.241946°N,0.016610°O | RI-51-0009358 | Carregueu una nova foto d'aquest monument                                                                              |
| Abric de Los Gitanos                         | PH 874-505 Esquemàtic, 8 figures: antropomorfs                                                                    | Agüero                              | 42° 21′ 31″ N, 0° 47′ 45″ O / 42.358623°N,0.795933°O | RI-51-0009360 | Carregueu una nova foto d'aquest monument                                                                              |
| Cova Peña Miel I                             | PH 874-506 Esquemàtic: digitacions                                                                                | L'Aïnsa i Bárcabo                   | 42° 17′ 08″ N, 0° 03′ 01″ E / 42.285593°N,0.050326°E | RI-51-0009376 | Carregueu una nova foto d'aquest monument                                                                              |
| Cova Peña Miel II                            | PH 874-507 Esquemàtic: digitacions                                                                                | L'Aïnsa Paúles de Sarsa             | 42° 17′ 08″ N, 0° 03′ 01″ E / 42.285593°N,0.050326°E | RI-51-0009377 | Carregueu una nova foto d'aquest monument                                                                              |
| Covacho de Palluala                          | PH 874-508 Esquemàtic: taca de color                                                                              | Alquèssar                           | 42° 10′ 47″ N, 0° 01′ 32″ E / 42.179594°N,0.025599°E | RI-51-0009361 | Carregueu una nova foto d'aquest monument                                                                              |
| Cova Palomera                                | PH 874-509 Esquemàtic, 22 figures: quadrúpedes, pectiniformes i antropomorfs                                      | Alquèssar                           | 42° 10′ 31″ N, 0° 01′ 48″ E / 42.175206°N,0.030042°E | RI-51-0009362 | Carregueu una nova foto d'aquest monument                                                                              |
| Chimiachas E                                 | PH 874-510 Esquemàtic: digitacions                                                                                | Alquèssar                           | 42° 12′ 27″ N, 0° 01′ 12″ E / 42.207366°N,0.020056°E | RI-51-0009363 | Chimiachas E (Alquèssar) · Carregueu una nova foto d'aquest monument                                                   |
| Chimiachas L                                 | PH 874-511 Llevantí, 1 figura: cèrvid                                                                             | Alquèssar                           | 42° 12′ 23″ N, 0° 01′ 17″ E / 42.206498°N,0.021308°E | RI-51-0009364 | Chimiachas L (Alquèssar) · Vegeu més fotos d'aquest monument · Carregueu una nova foto d'aquest monument               |
| Malforá I                                    | PH 874-512 Esquemàtic, 18 figures: barres i digitacions                                                           | Alquèssar                           | 42° 12′ 40″ N, 0° 01′ 16″ E / 42.210995°N,0.021096°E | RI-51-0009365 | Carregueu una nova foto d'aquest monument                                                                              |
| Malforá II                                   | PH 874-513 Esquemàtic: 1 digitacions                                                                              | Alquèssar                           | 42° 12′ 40″ N, 0° 01′ 16″ E / 42.210995°N,0.021096°E | RI-51-0009366 | Carregueu una nova foto d'aquest monument                                                                              |
| Malforá III                                  | PH 874-514 Esquemàtic: digitacions                                                                                | Alquèssar                           | 42° 12′ 43″ N, 0° 01′ 11″ E / 42.211863°N,0.019844°E | RI-51-0009367 | Carregueu una nova foto d'aquest monument                                                                              |
| Viñamala I                                   | PH 874-515 Esquemàtic, 10 figures: digitacions, barres i antropomorfs                                             | Alquèssar                           | 42° 12′ 52″ N, 0° 01′ 39″ E / 42.214315°N,0.027603°E | RI-51-0009368 | Carregueu una nova foto d'aquest monument                                                                              |
| Viñamala II                                  | PH 874-516 Esquemàtic, 7 figures: antropomorfs, barres i digitacions                                              | Alquèssar                           | 42° 12′ 48″ N, 0° 01′ 37″ E / 42.213400°N,0.027040°E | RI-51-0009369 | Carregueu una nova foto d'aquest monument                                                                              |
| Viñamala III                                 | PH 874-517 Esquemàtic: 2 barres                                                                                   | Alquèssar                           | 42° 12′ 42″ N, 0° 01′ 33″ E / 42.211570°N,0.025915°E | RI-51-0009370 | Carregueu una nova foto d'aquest monument                                                                              |
| Corral de la Gascona                         | PH 874-518 Esquemàtic, 18 figures: barres, digitacions i signes                                                   | Alquèssar San Pelegrín              | 42° 12′ 12″ N, 0° 00′ 29″ E / 42.203453°N,0.008128°E | RI-51-0009371 | Carregueu una nova foto d'aquest monument                                                                              |
| Quizáns I                                    | PH 874-519 Esquemàtic, 14 figures: cèrvid, caprí, digitacions i restes                                            | Alquèssar San Pelegrín              | 42° 12′ 13″ N, 0° 01′ 00″ E / 42.203674°N,0.016596°E | RI-51-0009372 | Carregueu una nova foto d'aquest monument                                                                              |
| Quizáns II                                   | PH 874-520 Esquemàtic: 1 antropomorf                                                                              | Alquèssar San Pelegrín              | 42° 12′ 10″ N, 0° 01′ 00″ E / 42.202774°N,0.016638°E | RI-51-0009373 | Carregueu una nova foto d'aquest monument                                                                              |
| Les Coves                                    | PH 874-521 Esquemàtic, 15 figures: quadrúpedes, antropomorfs i signes                                             | Valldellou                          | 41° 54′ 08″ N, 0° 33′ 57″ E / 41.902355°N,0.565911°E | RI-51-0009374 | Carregueu una nova foto d'aquest monument                                                                              |
| Cova de Malifeto                             | PH 874-522 Esquemàtic, 5 figures: barres i escalariforme                                                          | Bárcabo Betorz                      | 42° 16′ 40″ N, 0° 00′ 38″ E / 42.277811°N,0.010673°E | RI-51-0009378 | Carregueu una nova foto d'aquest monument                                                                              |
| Barfaluy I                                   | PH 874-523 Esquemàtic, 14 figures: antropomorfs, quadrúpedes, signes, oculats i ramiforme                         | Bárcabo Lecina                      | 42° 13′ 02″ N, 0° 02′ 01″ E / 42.217170°N,0.033526°E | RI-51-0009379 | Barfaluy I (Bárcabo) · Carregueu una nova foto d'aquest monument                                                       |
| Barfaluy II                                  | PH 874-524 Esquemàtic, 24 figures: genet, antropomorf, cèrvid, signes i barres                                    | Bárcabo Lecina                      | 42° 13′ 02″ N, 0° 02′ 01″ E / 42.217170°N,0.033526°E | RI-51-0009380 | Barfaluy II (Bárcabo) · Carregueu una nova foto d'aquest monument                                                      |
| Barfaluy III                                 | PH 874-525 Esquemàtic, 13 figures: genet, caprins i cèrvid                                                        | Bárcabo Lecina                      | 42° 13′ 02″ N, 0° 02′ 01″ E / 42.217170°N,0.033526°E | RI-51-0009381 | Carregueu una nova foto d'aquest monument                                                                              |
| Barfaluy IV                                  | PH 874-526 Esquemàtic, 3 figures: signe i digitacions                                                             | Bárcabo Lecina                      | 42° 13′ 02″ N, 0° 01′ 50″ E / 42.217092°N,0.030501°E | RI-51-0009382 | Carregueu una nova foto d'aquest monument                                                                              |
| Fajana de Casabón                            | PH 874-527 Esquemàtic, 6 figures: digitacions i signes                                                            | Bárcabo Lecina                      | 42° 13′ 04″ N, 0° 01′ 34″ E / 42.217882°N,0.026224°E | RI-51-0009383 | Carregueu una nova foto d'aquest monument                                                                              |
| Fajana de Pera I                             | PH 874-528 Esquemàtic, 13 figures: digitacions i barres                                                           | Bárcabo Lecina                      | 42° 13′ 02″ N, 0° 02′ 05″ E / 42.217202°N,0.034736°E | RI-51-0009384 | Carregueu una nova foto d'aquest monument                                                                              |
| Fajana de Pera II                            | PH 874-529 Esquemàtic, 11 figures: digitacions i barres                                                           | Bárcabo Lecina                      | 42° 13′ 02″ N, 0° 02′ 05″ E / 42.217202°N,0.034736°E | RI-51-0009385 | Carregueu una nova foto d'aquest monument                                                                              |
| Fajana de Pera superior                      | PH 874-530 Esquemàtic, 18 figures: digitacions, barres i taques                                                   | Bárcabo Lecina                      | 42° 13′ 05″ N, 0° 02′ 05″ E / 42.218101°N,0.034694°E | RI-51-0009386 | Carregueu una nova foto d'aquest monument                                                                              |
| Gallinero I                                  | PH 874-531 Esquemàtic, 7 figures: quadrúpedes i antropomorfs                                                      | Bárcabo Lecina                      | 42° 13′ 01″ N, 0° 02′ 05″ E / 42.217022°N,0.034744°E | RI-51-0009387 | Carregueu una nova foto d'aquest monument                                                                              |
| Gallinero II                                 | PH 874-532 Esquemàtic, 52 figures: antropomorfs, zoomorfs i estel·liformes                                        | Bárcabo Lecina                      | 42° 13′ 01″ N, 0° 02′ 05″ E / 42.217022°N,0.034744°E | RI-51-0009388 | Carregueu una nova foto d'aquest monument                                                                              |
| Gallinero III A                              | PH 874-533 Esquemàtic, 6 figures: zoomorfs i estel·liformes i soliformes                                          | Bárcabo Lecina                      | 42° 13′ 01″ N, 0° 02′ 05″ E / 42.217022°N,0.034744°E | RI-51-0009389 | Carregueu una nova foto d'aquest monument                                                                              |
| Gallinero III B                              | PH 874-534 Esquemàtic, 9 figures: cruciformes i zoomorfs                                                          | Bárcabo Lecina                      | 42° 13′ 01″ N, 0° 02′ 05″ E / 42.217022°N,0.034744°E | RI-51-0009390 | Carregueu una nova foto d'aquest monument                                                                              |
| Huerto Raso I                                | PH 874-535 Esquemàtic, 3 figures: agrupacions de barres                                                           | Bárcabo Lecina                      | 42° 13′ 05″ N, 0° 02′ 16″ E / 42.218179°N,0.037719°E | RI-51-0009391 | Carregueu una nova foto d'aquest monument                                                                              |
| Huerto Raso II                               | PH 874-536 Esquemàtic, 10 figures: barres, digitacions, possible antropomorf                                      | Bárcabo Lecina                      | 42° 13′ 07″ N, 0° 02′ 11″ E / 42.218598°N,0.036488°E | RI-51-0009392 | Carregueu una nova foto d'aquest monument                                                                              |
| Las Escaleretas                              | PH 874-537 Esquemàtic, 12 figures: digitacions i antropomorfs                                                     | Bárcabo Lecina                      | 42° 13′ 02″ N, 0° 02′ 03″ E / 42.217186°N,0.034131°E | RI-51-0009393 | Carregueu una nova foto d'aquest monument                                                                              |
| Lecina superior                              | PH 874-538 Esquemàtic, 20 figures: quadrúpedes, cèrvid, antropomorf i barres                                      | Bárcabo Lecina                      | 42° 13′ 05″ N, 0° 02′ 04″ E / 42.218095°N,0.034452°E | RI-51-0009394 | Lecina superior (Bárcabo) · Carregueu una nova foto d'aquest monument                                                  |
| Abric d'Arilla                               | PH 874-539 Esquemàtic, 1 figura: traç o digitació                                                                 | Bierge Las Almunias                 | 42° 16′ 11″ N, 0° 03′ 30″ O / 42.269590°N,0.058347°O | RI-51-0009395 | Carregueu una nova foto d'aquest monument                                                                              |
| Abric d'El Camino                            | PH 874-540 Esquemàtic, 1 figura: traç vertical                                                                    | Bierge Rodellar                     | 42° 17′ 30″ N, 0° 04′ 36″ O / 42.291672°N,0.076725°O | RI-51-0009396 | Abric d'El Camino (Bierge) · Modifica el valor a Wikidata · Carregueu una nova foto d'aquest monument                  |
| Cova de Pacencia                             | PH 874-541 Esquemàtic, 38 figures: antropomorfs, ancoriforme, digitacions i quadrúpede                            | Bierge Rodellar                     | 42° 17′ 05″ N, 0° 04′ 59″ O / 42.284631°N,0.083115°O | RI-51-0009398 | Carregueu una nova foto d'aquest monument                                                                              |
| Mascún I                                     | PH 874-542 Esquemàtic, 2 figures: restes                                                                          | Bierge Rodellar                     | 42° 17′ 08″ N, 0° 04′ 59″ O / 42.285530°N,0.083073°O | RI-51-0009399 | Carregueu una nova foto d'aquest monument                                                                              |
| Mascún II                                    | PH 874-543 Esquemàtic, 1 figura: traç                                                                             | Bierge Rodellar                     | 42° 17′ 08″ N, 0° 04′ 59″ O / 42.285530°N,0.083073°O | RI-51-0009400 | Carregueu una nova foto d'aquest monument                                                                              |
| Mascún IV                                    | PH 874-544 Esquemàtic, 1 figura: cruciforme                                                                       | Bierge Rodellar                     | 42° 17′ 17″ N, 0° 04′ 50″ O / 42.288167°N,0.080526°O | RI-51-0009401 | Carregueu una nova foto d'aquest monument                                                                              |
| Mascún V                                     | PH 874-545 Esquemàtic, 15 figures: signes, digitacions i barres                                                   | Bierge Rodellar                     | 42° 16′ 51″ N, 0° 04′ 47″ O / 42.280941°N,0.079647°O | RI-51-0009402 | Carregueu una nova foto d'aquest monument                                                                              |
| Mascún III                                   | PH 874-546 Esquemàtic, 1 figura: traç                                                                             | Bierge Rodellar                     | 42° 17′ 14″ N, 0° 04′ 50″ O / 42.287268°N,0.080567°O | RI-51-0009403 | Carregueu una nova foto d'aquest monument                                                                              |
| Chaves I                                     | PH 874-547 Esquemàtic, 3 figures: estel·liforme i taques                                                          | Casbas de Huesca Bastaras           | 42° 13′ 29″ N, 0° 08′ 21″ O / 42.224809°N,0.139182°O | RI-51-0009404 | Carregueu una nova foto d'aquest monument                                                                              |
| Chaves II                                    | PH 874-548 Esquemàtic, 8 figures: barres i digitacions                                                            | Casbas de Huesca Bastaras           | 42° 13′ 29″ N, 0° 08′ 21″ O / 42.224809°N,0.139182°O | RI-51-0009405 | Carregueu una nova foto d'aquest monument                                                                              |
| Chaves III                                   | PH 874-549 Esquemàtic, 2 figures: antropomorf i digitacions                                                       | Casbas de Huesca Bastaras           | 42° 13′ 29″ N, 0° 08′ 21″ O / 42.224809°N,0.139182°O | RI-51-0009406 | Carregueu una nova foto d'aquest monument                                                                              |
| Monderes o Montderes                         | PH 874-550 Esquemàtic: antropomorfs i signes                                                                      | Castellonroi carampi/4037           | 41° 52′ 45″ N, 0° 34′ 48″ E / 41.879238°N,0.580045°E | RI-51-0009375 | Carregueu una nova foto d'aquest monument                                                                              |
| Argantín I                                   | PH 874-551 Esquemàtic, 1 figura: restes                                                                           | Colungo                             | 42° 13′ 01″ N, 0° 02′ 31″ E / 42.216940°N,0.042017°E | RI-51-0009407 | Carregueu una nova foto d'aquest monument                                                                              |
| Argantín II                                  | PH 874-552 Esquemàtic, 1 figura: restes                                                                           | Colungo                             | 42° 13′ 01″ N, 0° 02′ 31″ E / 42.216940°N,0.042017°E | RI-51-0009408 | Carregueu una nova foto d'aquest monument                                                                              |
| Artica de Campo                              | PH 874-553 Esquemàtic, 11 figures: antropomorfs, cèrvids, digitació i ramiforme                                   | Colungo                             | 42° 11′ 13″ N, 0° 01′ 51″ E / 42.186930°N,0.030703°E | RI-51-0009409 | Carregueu una nova foto d'aquest monument                                                                              |
| Ereta de Litonares (Litonares E 4)           | PH 874-554 Esquemàtic, 6 figures: antropomorfs                                                                    | Colungo                             | 42° 11′ 51″ N, 0° 01′ 36″ E / 42.197629°N,0.026569°E | RI-51-0009410 | Carregueu una nova foto d'aquest monument                                                                              |
| Muriecho E1                                  | PH 874-555 Esquemàtic, 3 figures: digitacions, signe i taca                                                       | Colungo                             | 42° 12′ 38″ N, 0° 04′ 13″ E / 42.210459°N,0.070180°E | RI-51-0009411 | Carregueu una nova foto d'aquest monument                                                                              |
| Muriecho E2                                  | PH 874-556 Esquemàtic, 3 figures: antropomorf i puntiformes                                                       | Colungo                             | 42° 12′ 24″ N, 0° 04′ 00″ E / 42.206768°N,0.066717°E | RI-51-0009412 | Carregueu una nova foto d'aquest monument                                                                              |
| Muriecho E3                                  | PH 874-557 Esquemàtic, 1 figura: digitació                                                                        | Colungo                             | 42° 12′ 29″ N, 0° 04′ 04″ E / 42.208148°N,0.067864°E | RI-51-0009413 | Carregueu una nova foto d'aquest monument                                                                              |
| Muriecho L                                   | PH 874-558 Llevantí, 55 figures: isards, cèrvids, figura humana i escena de caça                                  | Colungo                             | 42° 12′ 34″ N, 0° 04′ 06″ E / 42.209513°N,0.068407°E | RI-51-0009414 | Muriecho L (Colungo) · Modifica el valor a Wikidata · Carregueu una nova foto d'aquest monument                        |
| Arpán E 1                                    | PH 874-559 Esquemàtic, 4 figures: cèrvid, digitacions i taca                                                      | Colungo Asque                       | 42° 11′ 56″ N, 0° 02′ 10″ E / 42.198779°N,0.036204°E | RI-51-0009415 | Carregueu una nova foto d'aquest monument                                                                              |
| Arpán E 2                                    | PH 874-560 Esquemàtic, 16 figures: antropomorfs, barres, digitacions i gravats                                    | Colungo Asque                       | 42° 11′ 56″ N, 0° 02′ 15″ E / 42.198810°N,0.037413°E | RI-51-0009416 | Carregueu una nova foto d'aquest monument                                                                              |
| Arpán L                                      | PH 874-561 Llevantí, 38 figures: arquers, escenes de caça, cèrvids, barres i digitacions                          | Colungo Asque                       | 42° 11′ 56″ N, 0° 02′ 10″ E / 42.198779°N,0.036204°E | RI-51-0009417 | Arpán L (Colungo) · Carregueu una nova foto d'aquest monument                                                          |
| Cova de la Fuente del Trucho                 | PH 874-562 Altres. Pintures: èquids, puntiformes i mans. Gravats: ossos, cèrvids i camallargs                     | Colungo Asque                       | 42° 11′ 39″ N, 0° 02′ 07″ E / 42.194251°N,0.035204°E | RI-51-0009418 | Carregueu una nova foto d'aquest monument                                                                              |
| Cova de Regacens                             | PH 874-563 Llevantí, 31 figures: antropomorfs, digitacions, barres i cèrvids                                      | Colungo Asque                       | 42° 10′ 31″ N, 0° 02′ 06″ E / 42.175331°N,0.034878°E | RI-51-0009419 | Carregueu una nova foto d'aquest monument                                                                              |
| Litonares E 1                                | PH 874-564 Esquemàtic, 4 figures: digitacions                                                                     | Colungo Asque                       | 42° 11′ 58″ N, 0° 01′ 44″ E / 42.199491°N,0.028904°E | RI-51-0009420 | Carregueu una nova foto d'aquest monument                                                                              |
| Litonares E 2                                | PH 874-565 Esquemàtic: restes                                                                                     | Colungo Asque                       | 42° 11′ 58″ N, 0° 01′ 44″ E / 42.199491°N,0.028904°E | RI-51-0009421 | Carregueu una nova foto d'aquest monument                                                                              |
| Litonares E 3, o Litonares L1                | PH 874-566 Esquemàtic: restes                                                                                     | Colungo Asque                       | 42° 11′ 58″ N, 0° 01′ 44″ E / 42.199491°N,0.028904°E | RI-51-0009422 | Carregueu una nova foto d'aquest monument                                                                              |
| Litonares L, o Litonores L2                  | PH 874-567 Llevantí, 29 figures: cèrvids, antropomorfs, barres i digitacions                                      | Colungo Asque                       | 42° 11′ 58″ N, 0° 01′ 44″ E / 42.199491°N,0.028904°E | RI-51-0009423 | Carregueu una nova foto d'aquest monument                                                                              |
| Mallata B 1                                  | PH 874-568 Esquemàtic, 37 figures: antropomorfs, quadrúpedes, estel·liformes, signes i ramiformes                 | Colungo Asque                       | 42° 12′ 49″ N, 0° 02′ 10″ E / 42.213635°N,0.036114°E | RI-51-0009424 | Mallata B 1 (Colungo) · Carregueu una nova foto d'aquest monument                                                      |
| Mallata B 2                                  | PH 874-569 Esquemàtic, 1 figura: digitació                                                                        | Colungo Asque                       | 42° 12′ 49″ N, 0° 02′ 10″ E / 42.213635°N,0.036114°E | RI-51-0009425 | Carregueu una nova foto d'aquest monument                                                                              |
| Mallata C                                    | PH 874-570 Esquemàtic: escalariformes, serpentiformes, reticulats i estel·liformes                                | Colungo Asque                       | 42° 12′ 44″ N, 0° 02′ 17″ E / 42.212333°N,0.037992°E | RI-51-0009426 | Carregueu una nova foto d'aquest monument                                                                              |
| Mallata I                                    | PH 874-571 Esquemàtic, 35 figures: domesticació o captura, antropomorfs, barres, digitacions, cruciforme i signes | Colungo Asque                       | 42° 12′ 44″ N, 0° 02′ 17″ E / 42.212333°N,0.037992°E | RI-51-0009427 | Carregueu una nova foto d'aquest monument                                                                              |
| Mallata II                                   | PH 874-572 Esquemàtic, 2 figures: digitació i restes                                                              | Colungo Asque                       | 42° 12′ 44″ N, 0° 02′ 17″ E / 42.212333°N,0.037992°E | RI-51-0009428 | Carregueu una nova foto d'aquest monument                                                                              |
| Mallata III                                  | PH 874-573 Esquemàtic, 2 figures: restes                                                                          | Colungo Asque                       | 42° 12′ 44″ N, 0° 02′ 17″ E / 42.212333°N,0.037992°E | RI-51-0009429 | Carregueu una nova foto d'aquest monument                                                                              |
| Mallata IV                                   | PH 874-574 Esquemàtic: taques i restes                                                                            | Colungo Asque                       | 42° 12′ 44″ N, 0° 02′ 17″ E / 42.212333°N,0.037992°E | RI-51-0009430 | Carregueu una nova foto d'aquest monument                                                                              |
| Forau del Cocho                              | PH 874-575 Esquemàtic, 26 figures: caprí, cèrvid, digitacions, puntiformes i estel·liformes                       | Estadella Serra de la Corrodella    | 42° 03′ 32″ N, 0° 18′ 05″ E / 42.058989°N,0.301324°E | RI-51-0009431 | Forau del Cocho (Estadella) · Carregueu una nova foto d'aquest monument                                                |
| Abric de l'Ermita de San Úrbez               | PH 874-576 Esquemàtic, 2 figures: signes                                                                          | Fanlo Vall d'Añisclo, Vio           | 42° 33′ 45″ N, 0° 03′ 09″ E / 42.562550°N,0.052529°E | RI-51-0009432 | Abric de l'Ermita de San Úrbez (Fanlo) · Vegeu més fotos d'aquest monument · Carregueu una nova foto d'aquest monument |
| Cova dels Moros                              | PH 874-577 Esquemàtic, 61 figures: barres i digitacions                                                           | Valle de Hecho Barranc Miguel       | 42° 39′ 03″ N, 0° 47′ 22″ O / 42.650739°N,0.789440°O | RI-51-0009433 | Carregueu una nova foto d'aquest monument                                                                              |
| Abric de Santa Eulalia de la Peña, La Raja L | PH 874-578 Llevantí, 8 figures: bòvid, caprí, cèrvid i figura humana                                              | Nueno Santa Eulalia de la Peña      | 42° 16′ 03″ N, 0° 24′ 08″ O / 42.267543°N,0.402166°O | RI-51-0009434 | Carregueu una nova foto d'aquest monument                                                                              |
| El Remosillo                                 | PH 874-579 Esquemàtic, 40 figures: antropomorfs, quadrupedes, estel·liformes i barres                             | La Pobla de Castre Congost d'Olvena | 42° 06′ 34″ N, 0° 17′ 20″ E / 42.109577°N,0.288898°E | RI-51-0009435 | Carregueu una nova foto d'aquest monument                                                                              |
| Cova de Revilla                              | PH 874-580 Esquemàtic, 1 figura: antropomorf                                                                      | Tella-Sin Sin                       | 42° 35′ 34″ N, 0° 10′ 20″ E / 42.5928°N,0.1723°E     | RI-51-0009436 | Carregueu una nova foto d'aquest monument                                                                              |

## Art rupestre a la província de Terol
| Monument                                        | Tipus | Localització                | Coordenades                                          | Codi?         | Imatge |
| ----------------------------------------------- | --- | --------------------------- | ---------------------------------------------------- | ------------- | --- |
| Abric de Los Arqueros Negros                    | PH 874-581 Llevantí, 48 figures: escena de lluita amb arquers i antropomorf jaient                                                | Alacón Cerro Felío          | 41° 03′ 08″ N, 0° 40′ 27″ O / 41.052130°N,0.674279°O | RI-51-0009441 | Carregueu una nova foto d'aquest monument                                                                                                |
| Abric de Los Borriquitos                        | PH 874-582 Llevantí, 22 figures: antropomorfs amb escenes de muntar èquids i fauna (cànids, èquids i cèrvids)                     | Alacón Barranc del Mortero  | 41° 04′ 03″ N, 0° 42′ 47″ O / 41.067407°N,0.713014°O | RI-51-0009437 | Carregueu una nova foto d'aquest monument                                                                                                |
| Abric de Los Encebros                           | PH 874-583 Llevantí, 36 figures: representacions rituals (orants, estel·liformes i cruciformes), fauna (cànids, èquids)           | Alacón Cerro Felío          | 41° 03′ 07″ N, 0° 40′ 27″ O / 41.051948°N,0.674166°O | RI-51-0009438 | Carregueu una nova foto d'aquest monument                                                                                                |
| Abric de Los Recolectores                       | PH 874-584 Llevantí, 13 figures: escena agrícola i pastoral (caprins, antropomorfs), de recol·lecció i fauna                      | Alacón Barranc del Mortero  | 41° 04′ 02″ N, 0° 42′ 47″ O / 41.067317°N,0.713017°O | RI-51-0009439 | Carregueu una nova foto d'aquest monument                                                                                                |
| Abric de Los Trepadores                         | PH 874-585 Llevantí, 32 figures: escena d'execució amb arquers, escena de combat amb arquers                                      | Alacón Barranc del Mortero  | 41° 04′ 02″ N, 0° 42′ 47″ O / 41.067317°N,0.713017°O | RI-51-0009440 | Carregueu una nova foto d'aquest monument                                                                                                |
| Covacho Ahumado del barranc del Mortero         | PH 874-586 Llevantí, 32 figures: escenes de caça de caprins, arquers i escenes de recol·lecció                                    | Alacón Barranc del Mortero  | 41° 04′ 07″ N, 0° 42′ 45″ O / 41.068656°N,0.712376°O | RI-51-0009442 | Carregueu una nova foto d'aquest monument                                                                                                |
| Covacho Ahumado del Cerro Felío                 | PH 874-587 Llevantí, 14 figures: arquers, escenes de caça de cèrvids i caprins                                                    | Alacón Cerro Felío          | 41° 03′ 10″ N, 0° 40′ 42″ O / 41.052664°N,0.678424°O | RI-51-0009443 | Carregueu una nova foto d'aquest monument                                                                                                |
| Covacho de Eudoviges                            | PH 874-588 Llevantí, 20 figures: bòvids, antropomorfs, ramiformes i signes                                                        | Alacón Cerro Felío          | 41° 03′ 08″ N, 0° 40′ 38″ O / 41.052190°N,0.677251°O | RI-51-0009444 | Carregueu una nova foto d'aquest monument                                                                                                |
| Covacho de la Tía Mona                          | PH 874-589 Llevantí, 11 figures: fauna, arquers i caça                                                                            | Alacón Cerro Felío          | 41° 03′ 08″ N, 0° 40′ 41″ O / 41.052207°N,0.678084°O | RI-51-0009445 | Carregueu una nova foto d'aquest monument                                                                                                |
| Covacho esquemático                             | PH 874-590 Esquemàtic: digitacions i barres                                                                                       | Alacón Cerro Felío          | 41° 03′ 06″ N, 0° 40′ 37″ O / 41.051733°N,0.676910°O | RI-51-0009446 | Carregueu una nova foto d'aquest monument                                                                                                |
| Cova del Garroso                                | PH 874-591 Llevantí, 70 figures: fauna (caprins i cèrvids), arquers, caça, barres i digitacions                                   | Alacón Cerro Felío          | 41° 03′ 06″ N, 0° 40′ 25″ O / 41.051668°N,0.673700°O | RI-51-0009447 | Carregueu una nova foto d'aquest monument                                                                                                |
| Frontón de los Cápridos                         | PH 874-592 Llevantí, 24 figures: fauna (caprins i cèrvids), arquers i caça                                                        | Alacón Cerro Felío          | 41° 03′ 08″ N, 0° 40′ 27″ O / 41.052310°N,0.674272°O | RI-51-0009448 | Carregueu una nova foto d'aquest monument                                                                                                |
| Altres restes llevantines                       | PH 874-593 Llevantí, 3 figures: taca de color, arquer i quadrúpede                                                                | Alacón Cerro Felío          | 41° 03′ 08″ N, 0° 40′ 24″ O / 41.052291°N,0.673321°O | RI-51-0009449 | Carregueu una nova foto d'aquest monument                                                                                                |
| Los Chaparros                                   | PH 874-594 Llevantí i esquemàtic: fauna, arquers, caça, antropomorfs, fertilitat, signes geomètrics                               | Albalate del Arzobispo      | 41° 04′ 56″ N, 0° 33′ 19″ O / 41.082093°N,0.555375°O | RI-51-0009450 | Carregueu una nova foto d'aquest monument                                                                                                |
| Los Estrechos I                                 | PH 874-595 Llevantí, 40 figures: escena ritual d'equitació, antropomorfs, fauna (bòvids i èquids) i signes                        | Albalate del Arzobispo      | 41° 05′ 11″ N, 0° 32′ 36″ O / 41.086340°N,0.543313°O | RI-51-0009451 | Carregueu una nova foto d'aquest monument                                                                                                |
| Los Estrechos II                                | PH 874-596 Llevantí, 12 figures: fauna (èquids, cérvola), serpentiforme i antropomorfs                                            | Albalate del Arzobispo      | 41° 05′ 08″ N, 0° 32′ 49″ O / 41.085516°N,0.546915°O | RI-51-0009452 | Carregueu una nova foto d'aquest monument                                                                                                |
| Recodo de los Chaparros I                       | PH 874-597 Llevantí, 2 figures: antropomorfs                                                                                      | Albalate del Arzobispo      | 41° 04′ 52″ N, 0° 33′ 24″ O / 41.081219°N,0.556598°O | RI-51-0009453 | Carregueu una nova foto d'aquest monument                                                                                                |
| Recodo de los Chaparros II                      | PH 874-598 Esquemàtic, 11 figures: estel·liformes i cruciformes                                                                   | Albalate del Arzobispo      | 41° 04′ 51″ N, 0° 33′ 26″ O / 41.080781°N,0.557209°O | RI-51-0009454 | Carregueu una nova foto d'aquest monument                                                                                                |
| Abric de la Fuente del Cabrerizo                | PH 874-599 Llevantí, 2 figures: gravats d'un èquid i un cèrvid                                                                    | Albarrasí                   | 40° 23′ 44″ N, 1° 24′ 55″ O / 40.395674°N,1.415398°O | RI-51-0009469 | Abric de la Fuente del Cabrerizo (Albarrasí) · Vegeu més fotos d'aquest monument · Carregueu una nova foto d'aquest monument             |
| Abric de les Figuras Amarillas                  | PH 874-600 Llevantí, 6 figures: escenes de dansa o ritual amb antropomorfs                                                        | Albarrasí                   | 40° 23′ 10″ N, 1° 23′ 59″ O / 40.386178°N,1.399598°O | RI-51-0009455 | Carregueu una nova foto d'aquest monument                                                                                                |
| Abric de les Figuras Diversas                   | PH 874-601 Llevantí, 7 figures: fauna (cèrvids) i antropomorfs                                                                    | Albarrasí                   | 40° 23′ 11″ N, 1° 24′ 02″ O / 40.386282°N,1.400656°O | RI-51-0009456 | Abric de les Figuras Diversas (Albarrasí) · Vegeu més fotos d'aquest monument · Carregueu una nova foto d'aquest monument                |
| Abric de Lázaro                                 | PH 874-602 Llevantí, 5 figures: escenes de caça i lluita                                                                          | Albarrasí                   | 40° 23′ 44″ N, 1° 24′ 08″ O / 40.395493°N,1.402206°O | RI-51-0009457 | Abric de Lázaro (Albarrasí) · Vegeu més fotos d'aquest monument · Carregueu una nova foto d'aquest monument                              |
| Abric de Los Dos Caballos                       | PH 874-603 Llevantí, 10 figures: escenes de domesticació i fauna (èquids)                                                         | Albarrasí                   | 40° 23′ 10″ N, 1° 23′ 51″ O / 40.386150°N,1.397596°O | RI-51-0009459 | Abric de Los Dos Caballos (Albarrasí) · Vegeu més fotos d'aquest monument · Carregueu una nova foto d'aquest monument                    |
| Abric de Los Toros del Barranco de las Olivanas | PH 874-604 Llevantí, 40 figures: fauna (cèrvids, bòvids) i escenes de caça                                                        | Albarrasí                   | 40° 14′ 14″ N, 1° 21′ 05″ O / 40.237305°N,1.351269°O | RI-51-0009460 | Carregueu una nova foto d'aquest monument                                                                                                |
| Abric de Los Toros del Prado del Navazo         | PH 874-605 Llevantí, 24 figures: fauna (bòvids i èquids) i escenes de caça amb arquers                                            | Albarrasí                   | 40° 23′ 41″ N, 1° 24′ 02″ O / 40.394659°N,1.400576°O | RI-51-0009461 | Abric de Los Toros del Prado del Navazo (Albarrasí) · Vegeu més fotos d'aquest monument · Carregueu una nova foto d'aquest monument      |
| Abric del Arquero de los Callejones Cerrados    | PH 874-606 Llevantí, 13 figures: fauna (bòvids, èquids i caprí), caça i figura femenina                                           | Albarrasí                   | 40° 23′ 12″ N, 1° 23′ 41″ O / 40.386651°N,1.394757°O | RI-51-0009462 | Abric del Arquero de los Callejones Cerrados (Albarrasí) · Vegeu més fotos d'aquest monument · Carregueu una nova foto d'aquest monument |
| Abric del Ciervo                                | PH 874-607 Llevantí, 7 figures: fauna (cèrvids)                                                                                   | Albarrasí                   | 40° 23′ 10″ N, 1° 24′ 01″ O / 40.386187°N,1.400305°O | RI-51-0009463 | Abric del Ciervo (Albarrasí) · Vegeu més fotos d'aquest monument · Carregueu una nova foto d'aquest monument                             |
| Abric del Medio Caballo                         | PH 874-608 Llevantí, 36 figures: fauna (èquids i bòvids) i escena de caça                                                         | Albarrasí                   | 40° 23′ 10″ N, 1° 23′ 59″ O / 40.386178°N,1.399598°O | RI-51-0009464 | Abric del Medio Caballo (Albarrasí) · Vegeu més fotos d'aquest monument · Carregueu una nova foto d'aquest monument                      |
| Abric del Tío Campano                           | PH 874-609 Llevantí, 5 figures: escena de caça o domesticació amb cèrvids i èquids                                                | Albarrasí                   | 40° 23′ 38″ N, 1° 23′ 57″ O / 40.393921°N,1.399297°O | RI-51-0009465 | Abric del Tío Campano (Albarrasí) · Vegeu més fotos d'aquest monument · Carregueu una nova foto d'aquest monument                        |
| Abric del Toro Negro                            | PH 874-610 Llevantí, 1 figura: fauna (bòvid)                                                                                      | Albarrasí                   | 40° 23′ 12″ N, 1° 23′ 52″ O / 40.386782°N,1.397699°O | RI-51-0009466 | Carregueu una nova foto d'aquest monument                                                                                                |
| Barranc d'El Pajarejo                           | PH 874-611 Llevantí, 8 figures: possible escena de culte i antropomorfs                                                           | Albarrasí                   | 40° 15′ 03″ N, 1° 21′ 16″ O / 40.250864°N,1.354468°O | RI-51-0009467 | Carregueu una nova foto d'aquest monument                                                                                                |
| Cova de Doña Clotilde                           | PH 874-612 Llevantí, 48 figures: fauna (èquids), flora, antropomorfs, serpentiformes                                              | Albarrasí                   | 40° 22′ 57″ N, 1° 23′ 51″ O / 40.382636°N,1.397562°O | RI-51-0009468 | Cova de Doña Clotilde (Albarrasí) · Modifica el valor a Wikidata · Carregueu una nova foto d'aquest monument                             |
| La Cocinilla del Obispo                         | PH 874-613 Llevantí, 10 figures: fauna (bòvids)                                                                                   | Albarrasí                   | 40° 23′ 16″ N, 1° 24′ 03″ O / 40.387907°N,1.400853°O | RI-51-0009470 | La Cocinilla del Obispo (Albarrasí) · Vegeu més fotos d'aquest monument · Carregueu una nova foto d'aquest monument                      |
| Las Balsillas                                   | PH 874-614 Llevantí, 2 figures: taques de pintura sense classificar                                                               | Albarrasí                   | 40° 23′ 15″ N, 1° 23′ 52″ O / 40.387502°N,1.397682°O | RI-51-0009471 | Carregueu una nova foto d'aquest monument                                                                                                |
| Abric de la Higuera del Barranco de Estercuel   | PH 874-615 Llevantí, 7 figures: ritual de fecunditat, fauna (cèrvid) i antropomorfs                                               | Alcaine                     | 40° 56′ 56″ N, 0° 40′ 04″ O / 40.948867°N,0.667810°O | RI-51-0009473 | Carregueu una nova foto d'aquest monument                                                                                                |
| Cañada de Marco                                 | PH 874-616 Llevantí, 118 figures: antropomorfs, bòvids, cèrvids, caprins i signes                                                 | Alcaine                     | 40° 56′ 43″ N, 0° 40′ 07″ O / 40.945279°N,0.668530°O | RI-51-0009474 | Cañada de Marco (Alcaine) · Vegeu més fotos d'aquest monument · Carregueu una nova foto d'aquest monument                                |
| Val del Charco del Agua Amarga                  | PH 874-617 Llevantí, 73 figures: fauna (cèrvids, caprins, suids), escena de caça i lluita amb arquers, figures femenines y signes | Alcanyís                    | 41° 03′ 54″ N, 0° 01′ 01″ O / 41.064900°N,0.016933°O | RI-51-0009475 | Val del Charco del Agua Amarga (Alcanyís) · Vegeu més fotos d'aquest monument · Carregueu una nova foto d'aquest monument                |
| La Fenellassa                                   | PH 874-618 Esquemàtic, 12 figures: escenes d'antropomorfs muntant èquids                                                          | Beseit Al Parrisal          | 40° 47′ 30″ N, 0° 12′ 14″ E / 40.791734°N,0.204004°E | RI-51-0009476 | La Fenellassa (Beseit) · Carregueu una nova foto d'aquest monument                                                                       |
| Abric contigu a la Paridera de las Tajadas      | PH 874-619 Llevantí, 4 figures: fauna (cèrvids) i caça                                                                            | Bezas                       | 40° 20′ 06″ N, 1° 20′ 39″ O / 40.334949°N,1.344186°O | RI-51-0009477 | Carregueu una nova foto d'aquest monument                                                                                                |
| Abric de la Paridera de las Tajadas             | PH 874-620 Llevantí, 2 figures: fauna (cèrvids)                                                                                   | Bezas                       | 40° 20′ 09″ N, 1° 20′ 39″ O / 40.335849°N,1.344164°O | RI-51-0009478 | Carregueu una nova foto d'aquest monument                                                                                                |
| Abric del Huerto de las Tajadas                 | PH 874-621 Llevantí, 5 figures: quadrúpedes, cruciformes i signe                                                                  | Bezas                       | 40° 20′ 03″ N, 1° 20′ 40″ O / 40.334052°N,1.344443°O | RI-51-0009479 | Carregueu una nova foto d'aquest monument                                                                                                |
| Abric de La Vacada                              | PH 874-622 Llevantí, 72 figures: fauna (bòvids i caprins) i caça (arquers)                                                        | Castellot                   | 40° 44′ 04″ N, 0° 22′ 07″ O / 40.734360°N,0.368631°O | RI-51-0009480 | Carregueu una nova foto d'aquest monument                                                                                                |
| Abric del Barranco Hondo                        | PH 874-623 Llevantí, 10 figures: cèrvids gravats                                                                                  | Castellot                   | 40° 45′ 50″ N, 0° 20′ 52″ O / 40.763787°N,0.347805°O | RI-51-0009481 | Carregueu una nova foto d'aquest monument                                                                                                |
| Abric del Arenal de la Fonseca o abric de Angel | PH 874-624 Llevantí, 8 figures: fauna (bòvids) i arquers                                                                          | Castellot Ladruñán          | 40° 42′ 42″ N, 0° 25′ 05″ O / 40.711607°N,0.418060°O | RI-51-0009488 | Carregueu una nova foto d'aquest monument                                                                                                |
| Abric del Arquero                               | PH 874-625 Llevantí, 10 figures: escena de caça, arquers i figures femenines                                                      | Castellot Ladruñán          | 40° 43′ 55″ N, 0° 22′ 50″ O / 40.731929°N,0.380568°O | RI-51-0009489 | Carregueu una nova foto d'aquest monument                                                                                                |
| Abric del Torico del Pudial                     | PH 874-626 Llevantí, 3 figures: bòvid i signes                                                                                    | Castellot Ladruñán          | 40° 43′ 52″ N, 0° 22′ 58″ O / 40.731080°N,0.382851°O | RI-51-0009490 | Carregueu una nova foto d'aquest monument                                                                                                |
| Fris obert d'El Pudial                          | PH 874-627 Llevantí, 5 figures: fauna i arquers                                                                                   | Castellot Ladruñán          | 40° 43′ 50″ N, 0° 23′ 07″ O / 40.730687°N,0.385352°O | RI-51-0009491 | Carregueu una nova foto d'aquest monument                                                                                                |
| Las Rozas I                                     | PH 874-628 Esquemàtic: cruciformes i signes                                                                                       | Castellot Ladruñán          | 40° 44′ 24″ N, 0° 20′ 56″ O / 40.739942°N,0.348872°O | RI-51-0009492 | Carregueu una nova foto d'aquest monument                                                                                                |
| Cova de la Font de la Bernarda                  | PH 874-629 Esquemàtic, 5 figures: espases, escalariforme i signes                                                                 | Cretes Barranc del Calapatà | 40° 57′ 33″ N, 0° 11′ 02″ E / 40.959222°N,0.183874°E | RI-51-0009482 | Carregueu una nova foto d'aquest monument                                                                                                |
| Cova de Mas de l'Abogat                         | PH 874-630 Esquemàtic, 2 figures: signes lineals                                                                                  | Cretes                      | 40° 58′ 27″ N, 0° 10′ 28″ E / 40.974300°N,0.174320°E | RI-51-0009483 | Carregueu una nova foto d'aquest monument                                                                                                |
| Els Gascons                                     | PH 874-631 Llevantí, 12 figures: caça (arquers) i fauna (caprins)                                                                 | Cretes Barranc del Calapatà | 40° 57′ 23″ N, 0° 10′ 54″ E / 40.956465°N,0.181615°E | RI-51-0009484 | Carregueu una nova foto d'aquest monument                                                                                                |
| Roca dels Moros                                 | PH 874-632 Llevantí, 8 figures: escena de caça (arquers) i fauna (cèrvids i èquids)                                               | Cretes Barranc del Calapatà | 40° 57′ 20″ N, 0° 11′ 02″ E / 40.955623°N,0.184025°E | RI-51-0009485 | Roca dels Moros (Cretes) · Carregueu una nova foto d'aquest monument                                                                     |
| Cova de la Peña de la Morería                   | PH 874-633 Esquemàtic, 50 figures: antropomorfs, soliformes, digitacions i barres                                                 | Frías de Albarracín         | 40° 20′ 34″ N, 1° 37′ 27″ O / 40.342673°N,1.624207°O | RI-51-0009486 | Carregueu una nova foto d'aquest monument                                                                                                |
| Els Figuerals                                   | PH 874-634 Llevantí, 1 figura: cèrvid                                                                                             | Fondespatla                 | 40° 48′ 10″ N, 0° 06′ 10″ E / 40.802746°N,0.102792°E | RI-51-0009487 | Carregueu una nova foto d'aquest monument                                                                                                |
| Caigudes del Salbimec                           | PH 874-635 Llevantí, 6 figures: fauna (cèrvid) i antropomorfs                                                                     | Massalió                    | 41° 00′ 35″ N, 0° 07′ 39″ E / 41.009622°N,0.127628°E | RI-51-0009493 | Carregueu una nova foto d'aquest monument                                                                                                |
| Els Secans                                      | PH 874-636 Llevantí, 4 figures: fauna indeterminada i arquers                                                                     | Massalió                    | 41° 04′ 20″ N, 0° 06′ 47″ E / 41.072302°N,0.112998°E | RI-51-0009494 | Carregueu una nova foto d'aquest monument                                                                                                |
| Punta del Alcañizano                            | PH 874-637 Esquemàtic, 1 figura: estel·liforme o soliforme                                                                        | Massalió                    | 41° 00′ 38″ N, 0° 07′ 39″ E / 41.010522°N,0.127589°E | RI-51-0009495 | Carregueu una nova foto d'aquest monument                                                                                                |
| Barranc de Gibert I                             | PH 874-638 Llevantí, 27 figures: arquers, escenes de caça i lluita i figura femenina                                              | Mosquerola                  | 40° 23′ 50″ N, 0° 21′ 47″ O / 40.397352°N,0.362955°O | RI-51-0009497 | Carregueu una nova foto d'aquest monument                                                                                                |
| Barranc de Gibert II                            | PH 874-639 Esquemàtic, 3 figures: barres i gravat esquemàtic                                                                      | Mosquerola                  | 40° 23′ 50″ N, 0° 21′ 45″ O / 40.397339°N,0.362366°O | RI-51-0009498 | Carregueu una nova foto d'aquest monument                                                                                                |
| El Cerrao                                       | PH 874-640 Llevantí, 27 figures: escena de caça i escena bèl·lica amb arquers                                                     | Obón                        | 40° 53′ 20″ N, 0° 44′ 00″ O / 40.888926°N,0.733417°O | RI-51-0009499 | Carregueu una nova foto d'aquest monument                                                                                                |
| Hocino de Chornas                               | PH 874-641 Llevantí, 6 figures: arquers                                                                                           | Obón                        | 40° 53′ 35″ N, 0° 43′ 56″ O / 40.892954°N,0.732092°O | RI-51-0009500 | Carregueu una nova foto d'aquest monument                                                                                                |
| La Coquinera                                    | PH 874-642 Llevantí i esquemàtic, 45 figures: fauna, escena de caça i orants                                                      | Obón                        | 40° 55′ 41″ N, 0° 42′ 53″ O / 40.928192°N,0.714854°O | RI-51-0009501 | Carregueu una nova foto d'aquest monument                                                                                                |
| Frontón de la Tía Chula                         | PH 874-643 Esquemàtic, 9 figures: retícula vertical, pectiniforme i antropomorf cornut                                            | Oliete                      | 40° 59′ 49″ N, 0° 40′ 41″ O / 40.996812°N,0.678009°O | RI-51-0009502 | Frontón de la Tía Chula (Oliete) · Modifica el valor a Wikidata · Carregueu una nova foto d'aquest monument                              |
| Abric de la Paridera de Tormón                  | PH 874-644 Llevantí, 3 figures: fauna (caprins) i representacions femenines                                                       | Tormón                      | 40° 13′ 20″ N, 1° 20′ 07″ O / 40.222210°N,1.335182°O | RI-51-0009504 | Abric de la Paridera de Tormón (Tormón) · Vegeu més fotos d'aquest monument · Carregueu una nova foto d'aquest monument                  |
| Abric de Las Cabras Blancas                     | PH 874-645 Llevantí, 16 figures: escena de caça, arquers i caprins                                                                | Tormón                      | 40° 13′ 22″ N, 1° 20′ 09″ O / 40.222669°N,1.335758°O | RI-51-0009505 | Abric de Las Cabras Blancas (Tormón) · Vegeu més fotos d'aquest monument · Carregueu una nova foto d'aquest monument                     |
| Ceja de Piezarrodilla                           | PH 874-646 Llevantí, 6 figures: fauna (bòvids)                                                                                    | Tormón                      | 40° 13′ 38″ N, 1° 20′ 02″ O / 40.227147°N,1.333886°O | RI-51-0009506 | Ceja de Piezarrodilla (Tormón) · Vegeu més fotos d'aquest monument · Carregueu una nova foto d'aquest monument                           |
| Cerrada del Tío Jorge                           | PH 874-647 Llevantí, 1 figura: bòvid                                                                                              | Tormón                      | 40° 13′ 26″ N, 1° 20′ 06″ O / 40.224012°N,1.335138°O | RI-51-0009507 | Cerrada del Tío Jorge (Tormón) · Vegeu més fotos d'aquest monument · Carregueu una nova foto d'aquest monument                           |

## Art rupestre a la província de Saragossa
| Monument                 | Tipus                                                                                    | Localització                    | Coordenades                                          | Codi?         | Imatge |
| ------------------------ | ---------------------------------------------------------------------------------------- | ------------------------------- | ---------------------------------------------------- | ------------- | --- |
| Cova de Moncín I         | PH 874-648 Esquemàtic, 60 figures: antropomorfs, zoomorfs, arquers, digitacions i barres | Borja                           | 41° 51′ 49″ N, 1° 35′ 10″ O / 41.863614°N,1.586062°O | RI-51-0009508 | Carregueu una nova foto d'aquest monument                                                                       |
| Abric del Pla del Pulido | PH 874-649 Llevantí, 5 figures: fauna (cèrvids) i altres restes                          | Casp                            | 41° 08′ 24″ N, 0° 01′ 48″ O / 41.139946°N,0.029962°O | RI-51-0009509 | Abric del Pla del Pulido (Casp) · Vegeu més fotos d'aquest monument · Carregueu una nova foto d'aquest monument |
| Valcomuna                | PH 874-650 Esquemàtic, 2 figures: abstractes                                             | Casp                            | 41° 07′ 34″ N, 0° 01′ 13″ O / 41.126144°N,0.020263°O | RI-51-0009510 | Carregueu una nova foto d'aquest monument                                                                       |
| Barranc de Campells I    | PH 874-651 Esquemàtic, 1 figura: antropomorf cruciforme                                  | Mequinensa                      | 41° 22′ 53″ N, 0° 19′ 12″ E / 41.381252°N,0.320098°E | RI-51-0009512 | Carregueu una nova foto d'aquest monument                                                                       |
| Barranc de Campells II   | PH 874-652 Esquemàtic, 2 figures: motius en ferradura i gravats                          | Mequinensa                      | 41° 22′ 52″ N, 0° 19′ 19″ E / 41.380995°N,0.322073°E | RI-51-0009513 | Carregueu una nova foto d'aquest monument                                                                       |
| Barranc de la Plana I    | PH 874-653 Esquemàtic, 2 figures: tectiformes i gravats reticulats                       | Mequinensa                      | 41° 22′ 37″ N, 0° 18′ 05″ E / 41.376949°N,0.301442°E | RI-51-0009514 | Carregueu una nova foto d'aquest monument                                                                       |
| Barranc de la Plana II   | PH 874-654 Esquemàtic, 4 figures: antropomorf cruciforme i possible pectiniforme         | Mequinensa                      | 41° 22′ 39″ N, 0° 17′ 58″ E / 41.377581°N,0.299524°E | RI-51-0009515 | Carregueu una nova foto d'aquest monument                                                                       |
| Camí de la Cova Plana I  | PH 874-655 Esquemàtic, 1 figura: antropomorf cruciforme                                  | Mequinensa                      | 41° 21′ 33″ N, 0° 21′ 05″ E / 41.359296°N,0.351486°E | RI-51-0009516 | Carregueu una nova foto d'aquest monument                                                                       |
| Camí de la Cova Plana II | PH 874-656 Esquemàtic, 1 figura: possible tectiforme                                     | Mequinensa                      | 41° 21′ 27″ N, 0° 21′ 34″ E / 41.357412°N,0.359322°E | RI-51-0009517 | Carregueu una nova foto d'aquest monument                                                                       |
| Mas del Patriciet I      | PH 874-657 Esquemàtic, 1 figura: soliforme o estel·liforme                               | Mequinensa                      | 41° 19′ 29″ N, 0° 11′ 21″ E / 41.324861°N,0.189189°E | RI-51-0009519 | Carregueu una nova foto d'aquest monument                                                                       |
| Roca de Marta            | PH 874-658 Esquemàtic, 2 figures: abstracte i antropomorf, cruciforme                    | Mequinensa                      | 41° 21′ 47″ N, 0° 20′ 00″ E / 41.362936°N,0.333225°E | RI-51-0009520 | Carregueu una nova foto d'aquest monument                                                                       |
| Serra dels Racons I      | PH 874-659 Esquemàtic, 7 figures: circuliformes i punctiformes                           | Mequinensa                      | 41° 24′ 01″ N, 0° 14′ 27″ E / 41.40028°N,0.240834°E  | RI-51-0009521 | Carregueu una nova foto d'aquest monument                                                                       |
| Vallmajor IV             | PH 874-660 Esquemàtic, 2 figures: antropomorfs cruciformes                               | Mequinensa Barranc de Vallmajor | 41° 18′ 22″ N, 0° 09′ 26″ E / 41.306209°N,0.157149°E | RI-51-0009523 | Carregueu una nova foto d'aquest monument                                                                       |
| Vallmajor V              | PH 874-661 Esquemàtic, 1 figura: en forma de crossa                                      | Mequinensa Barranc de Vallmajor | 41° 18′ 23″ N, 0° 09′ 21″ E / 41.306472°N,0.155886°E | RI-51-0009525 | Carregueu una nova foto d'aquest monument                                                                       |
| Vall de Caballer I       | PH 874-662 Esquemàtic, 1 figura: soliforme o estel·liforme                               | Mequinensa                      | 41° 19′ 32″ N, 0° 09′ 10″ E / 41.325463°N,0.152727°E | RI-51-0009528 | Carregueu una nova foto d'aquest monument                                                                       |
| Vall de Mamells I        | PH 874-663 Esquemàtic, 2 figures: soliforme i en forma de crossa                         | Mequinensa                      | 41° 18′ 56″ N, 0° 07′ 50″ E / 41.315498°N,0.1306°E   | RI-51-0009529 | Carregueu una nova foto d'aquest monument                                                                       |
| Vall de Mamells II       | PH 874-664 Esquemàtic, 2 figures: soliforme i estel·liformes                             | Mequinensa                      | 41° 18′ 56″ N, 0° 07′ 50″ E / 41.315498°N,0.1306°E   | RI-51-0009530 | Carregueu una nova foto d'aquest monument                                                                       |
| Vall de Bufandes I       | PH 874-665 Esquemàtic, 7 figures: espirals, barres, cruciformes, tectiformes             | Mequinensa                      | 41° 22′ 54″ N, 0° 18′ 11″ E / 41.38159°N,0.303193°E  | RI-51-0009531 | Carregueu una nova foto d'aquest monument                                                                       |